# پنی آرکید (بازیگر)
پنی آرکید (انگلیسی: Penny Arcade؛ زادهٔ ۱۵ ژوئیهٔ ۱۹۵۰) یک هنرپیشه اهل ایالات متحده آمریکا است.